# 埼玉村
埼玉村（さきたまむら）は、埼玉県の北部北埼玉郡に属していた村である。
埼玉村から笠原郷にかけて古くは武蔵国国造の本拠地だったと考えられている。
埼玉県（さいたまけん）の県名発祥の地であるが、この埼玉は「さきたま」と読む。

## 地理
- 河川：旧忍川
- 池沼：埼玉沼、小埼沼

## 歴史
もとは江戸期より存在した忍藩領に属した埼玉村であった。
- 幕末時点では埼玉郡に所属。知行は忍藩領。
- 1871年（明治4年） - 埼玉県に所属する。
- 1873年（明治6年） - 安楽寺の境内を借用して埼玉学校（現、行田市立埼玉小学校）を開設する。
- 1879年（明治12年） - 北埼玉郡に所属する。
- 1889年（明治22年）4月1日 - 町村制施行により、埼玉村、渡柳村、利田村、野村が合併し北埼玉郡埼玉村が改めて成立する[2]。旧村は埼玉村の大字埼玉となる。
- 1946年（昭和21年）3月28日 - 昭和天皇が村内に行幸（昭和天皇の戦後巡幸の一環）[3]。
- 1952年（昭和27年） - 行田市大字佐間の一部、下忍村大字樋上・堤根の各一部が編入され、埼玉村の一部を分離して下忍村に併合する[2]。
- 1954年（昭和29年）
  - 広田村大字赤城の一部が編入され、埼玉村の一部を分離して広田村に併合する[2]。
  - 7月1日 - 行田市へ編入され消滅[4][5]。大字は行田市に継承された。

## 名所・旧跡
- 埼玉古墳群
  - 稲荷山古墳
  - 丸墓山古墳
  - 二子山古墳
- 前玉神社 - 「さきたまじんじゃ」と読み、埼玉の地名の起源のひとつとされている[2]。万葉歌碑がある。
- 小埼沼の万葉歌碑 - 1753年（宝暦3年）建立[2]。

## 出身有名人・ゆかりの人物
- 濱梨花枝（歌人・作詞家）